# Naganami
Il Naganami (長波? lett. "Onde lunghe") è stato un cacciatorpediniere della Marina imperiale giapponese, quinta unità della classe Yugumo. Fu varato nel marzo 1942 dai cantieri navali Fujinagata.
Appartenente alla 31ª Divisione, partecipò a quasi tutta la campagna di Guadalcanal dapprima come parte dello schermo difensivo delle portaerei, poi nelle pericolose missioni del Tokyo Express, sì da combattere nella brutale battaglia di Tassafaronga (30 novembre-1º dicembre). Piagato da problemi meccanici alle macchine, non poté partecipare allo sgombero delle forze giapponesi da Guadalcanal (febbraio 1943) e fu rimandato in Giappone: le riparazioni dovettero essere intraprese più volte. In estate coprì la riuscita evacuazione di Kiska e, poi, fu rispedito alla base aeronavale di Truk con il resto delle flotte da battaglia. In missione a Rabaul all'inizio di novembre, fu frettolosamente aggregato all'8ª Flotta e prese parte alla fallimentare battaglia della baia dell'imperatrice Augusta; ne uscì senza danni solo per essere colpito a Rabaul alcuni giorni dopo. Rimase in riparazione fino a buona parte del giugno 1944 e tornò in prima linea per la battaglia del Golfo di Leyte (23-25 ottobre), comunque incaricato di accompagnare indietro, a Brunei, le navi via via danneggiate. A inizio novembre fu integrato nelle operazioni di rinforzo all'isola di Leyte e fu distrutto l'11 nella rada di Ormoc, nel corso di un massiccio attacco aereo statunitense.

## Servizio operativo

### Costruzione
Il cacciatorpediniere Naganami fu ordinato nell'anno fiscale edito dal governo giapponese nel 1939. La sua chiglia fu impostata nel cantiere navale appartenente alla ditta Fujinagata di Osaka il 5 aprile 1941 e il varo avvenne il 5 marzo 1942; fu completato il 30 giugno dello stesso anno. Il comando fu affidato al capitano di fregata Tsutae Komabe.

### 1942
Il Naganami si spostò a Yokosuka e, il 20 luglio 1942, fu incaricato della difesa ravvicinata della nave trasporto truppe Hakusan Maru, che recò rinforzi all'isola di Kiska nelle Aleutine, da poco occupata; le navi tornarono indietro senza incidenti e si fermarono il 4 agosto a Yokosuka. Il 31 il Naganami costituì con il gemello Makinami la 31ª Divisione cacciatorpediniere, dipendente dalla 2ª Squadriglia della 2ª Flotta. Il 6 settembre il Naganami e il gregario assunsero la scorta della seconda sezione della 3ª Divisione corazzate (Kongo, Haruna) che, da Kure, salpò alla volta della base di Truk, toccata il 10. Nelle tre settimane successive parteciparono alle regolari e infruttuose sortite delle forze da battaglia a nord delle isole Salomone e furono raggiunti dal terzo componente della divisione, il Takanami. Verso la metà di ottobre i tre cacciatorpediniere navigarono con le due navi da battaglia e altri cacciatorpediniere in direzione di Guadalcanal e le coprirono mentre, nella notte del 13-14, bombardarono con successo il conteso aeroporto Henderson. Rimasero nell'area anche nella notte del 15-16, quando gli incrociatori pesanti Maya e Myoko ripeterono il cannoneggiamento delle piste aeree in mano statunitense, quindi ripiegarono verso nord per riunirsi in alto mare alla 2ª e 3ª Flotta. Furono così presenti alla drammatica battaglia delle isole Santa Cruz (25-26 ottobre): in particolare la 31ª Divisione militò nella "Forza avanzata" del viceammiraglio Nobutake Kondō, rimasta comunque abbastanza ai margini del combattimento. Rientrati a Truk, il Naganami e i gregari ne salparono il 3 novembre di scorta alla 7ª Divisione incrociatori (Suzuya, Kumano) fino alle isole Shortland, raggiunte il 5. Qui si trovavano diverse altri cacciatorpediniere con i quali, il 7 novembre, il Naganami e il resto della divisione completarono un viaggio del Tokyo Express verso Guadalcanal: in questa occasione il Naganami e il Takanami subirono danni leggeri a causa di un attacco aereo ed ebbero in totale diciassette vittime; il Naganami non partecipò alla spedizione del 10. Alle Shortland si era intanto concentrato un convoglio di undici unità, la cui difesa fu affidata all'intera 2ª Squadriglia: nel corso della complessa battaglia navale di Guadalcanal il Naganami e i gregari cercarono senza successo di proteggere le preziose navi da carico dagli attacchi aerei statunitensi; il Naganami salvò 570 naufraghi dallo Shinanogawa Maru e i pochi trasporti sopravvissuti si incagliarono la mattina del 15 novembre sulle coste di Guadalcanal: la 31ª Divisione e il resto della squadriglia ripiegarono. Il 16 novembre il Naganami fu scelto dal contrammiraglio Raizō Tanaka come ammiraglia della formazione e, pertanto, la capeggiò il 30 in una missione di rifornimento per Guadalcanal, la prima che faceva uso dei fusti stagni da mollare vicino riva, evitando così di ancorare le navi: il Naganami e il Takanami erano gli unici cacciatorpediniere non adibiti a compiti di trasporto. La formazione giapponese fu intercettata da una squadra statunitense e, nel corso del disimpegno, i giapponesi lanciarono uno sciame di siluri; ordigni del Naganami colpirono probabilmente gli incrociatori pesanti USS Pensacola e/o USS Northampton. Tra il 2 e il 3 dicembre guidò la seconda missione di rifornimento con il metodo dei fusti stagni e, questa volta, la forza di copertura (Naganami, Makinami, Yugure) non fronteggiò alcuna opposizione. Tre giorni più tardi Tanaka issò le proprie insegne sul nuovo cacciatorpediniere Teruzuki e, il 7, fece parte di un altro viaggio del Tokyo Express che s'imbatté in alcune motosiluranti: la missione dovette essere interrotta e il Naganami trainò alle Shortland il danneggiato Nowaki. L'11 dicembre la 2ª Squadriglia si ripresentò nelle acque di Guadalcanal e di nuovo ebbe a che fare con le pericolose motosiluranti statunitensi, le quali misero fuori uso il Teruzuki. Il Naganami trasse in salvo il contrammiraglio e altri cinquantasei uomini e assunse le funzioni di ammiraglia, guidando una missione di trasporto truppe a Buna (Nuova Guinea) il 16 dicembre. Si portò quindi alla piazzaforte di Rabaul e il 25 fece parte di una squadra di soccorso che rimorchiò nella base l'Uzuki e un trasporto, danneggiati dall'attacco di un sommergibile. Il 30 il contrammiraglio Tanaka fu rimpiazzato dal pari grado Tomiji Koyanagi che mantenne il Naganami nel ruolo di ammiraglia.

### 1943
Il 2 gennaio 1943 il Naganami riprese le missioni di copertura alle missioni di trasporto truppe verso Guadalcanal. Il 10, però, malfunzionamenti alle macchine imposero di lasciarlo alle Shortland. Si spostò il 14 nella rada di Truk, per risolvere questi problemi tecnici: ripartì soltanto l'8 marzo aggregato alla scorta di un convoglio che si fermò a Maizuru, dove gettò le ancore anche il Naganami, nuovamente sottoposto a revisione. Rimesso in sesto si spostò a Yokosuka e salpò il 25 con i cacciatorpediniere Ushio, Ariake e Shigure per vigilare sul trasferimento delle piccole portaerei Unyo e Chuyo a Truk, raggiunta il 30; l'8 maggio, con lo Shigure rimpiazzato dal Samidare, la stessa formazione percorse la rotta inversa di scorta alla nave da battaglia Yamato, alle due portaerei e alla 5ª Divisione incrociatori (Myoko, Haguro); soltanto quest'ultima divisione proseguì con i cacciatorpediniere fino a Paramushiro. Ripartì dall'isola il 25 in difesa di un convoglio con rotta per Maizuru, dove si ormeggiò nuovamente il 31 per ulteriore manutenzione alle macchine, protrattasi per circa un mese. Il 28 tornò a Paramushiro, arrivò il 1º luglio e fu subito integrato nell'operazione di sgombero della guarnigione a Kiska. Il primo tentativo (7-17 luglio) fallì a causa delle pessime condizioni meteorologiche, ma il secondo avvenuto a cavallo tra luglio e agosto ebbe successo: il Naganami formò con altri quattro cacciatorpediniere la forza di copertura e gli unici danni che subì furono causati da una tripla collisione con l'Hatsushimo e il Wakaba. Una volta riguadagnate le coste nipponiche, il Naganami tornò per l'ennesima volta a Maizuru per riparazioni. Nel corso dei lavori la contraerea fu incrementata: gli impianti binati di cannoni Type 96 da 25 mm, situati ai lati del fumaiolo posteriore, furono scambiati con due installazioni triple e una coppia di Type 96 fu piazzata davanti alla torre di comando, su una piattaforma appositamente costruita. Infine l'albero tripode prodiero fu rinforzato per ospitare una piccola piattaforma sorreggente un radar Type 22, adatto all'individuazione di bersagli navali; alla base dell'albero fu costruita una camera per gli operatori.
Dopo essersi spostato a Yokosuka, il Naganami salpò il 15 settembre alla volta di Truk, di scorta agli incrociatori pesanti Chokai e Maya; due giorni più tardi seguì il solo Maya fino a Rabaul (dove lasciò truppe) e sulla rotta inversa. Fu a Rabaul verso la metà di ottobre per accompagnarvi la 5ª Divisione incrociatori, tornò a Truk il 15 e si riunì al gregario Makinami. La 31ª Divisione partecipò a una sortita in forze della Flotta Combinata verso l'atollo di Eniwetok, dove i giapponesi pensavano di anticipare l'arrivo della United States Fifth Fleet: in realtà non ci fu alcun attacco e tutte le navi erano tornate a Truk il 26 ottobre. Il Naganami fu inviato in solitaria a Rabaul il 30 ottobre, carico di equipaggi aerei che fece scendere due giorni dopo alla piazzaforte: fu pertanto coinvolto nel contrattacco navale verso Bougainville, sulla quale era approdata la 3rd Marine Division. Aggregato a una squadra composita di unità che non avevano mai combattuto assieme, partecipò alla deludente battaglia della baia dell'imperatrice Augusta nella notte tra il 1º e il 2 novembre, piazzato nella colonna di destra della formazione giapponese: non colse particolari risultati e rientrò a Rabaul illeso. Qui si affiancò nuovamente al Makinami e, con altre navi, i due gregari costituirono una forza di copertura per altri cacciatorpediniere che, il 6, sbarcarono un migliaio di soldati a nord della testa di ponte statunitense. Vista l'attività nipponica, l'ammiraglio William Halsey organizzò un audace attacco a Rabaul con i gruppi imbarcati delle portaerei, che colpì l'11 novembre; l'incursione colse la base impreparata e il Naganami, che si trovava ancorato poco fuori dal porto naturale, fu centrato da un siluro che disintegrò la poppa fino alla torretta numero tre. Secondo un'altra fonte, invece, il Naganami fu dapprima quasi centrato da una bomba e, pochi minuti dopo, un secondo ordigno esplose a poppa del ponte di comando. In ogni caso il Makinami lo rimorchiò al sicuro nella rada, dove il 25 il capitano Kumabe cedette il comando al capitano di fregata Takuji Mori. Finalmente il 3 dicembre l'incrociatore leggero Yubari, inviato a Truk, vi trainò il Naganami.

### 1944 e l'affondamento

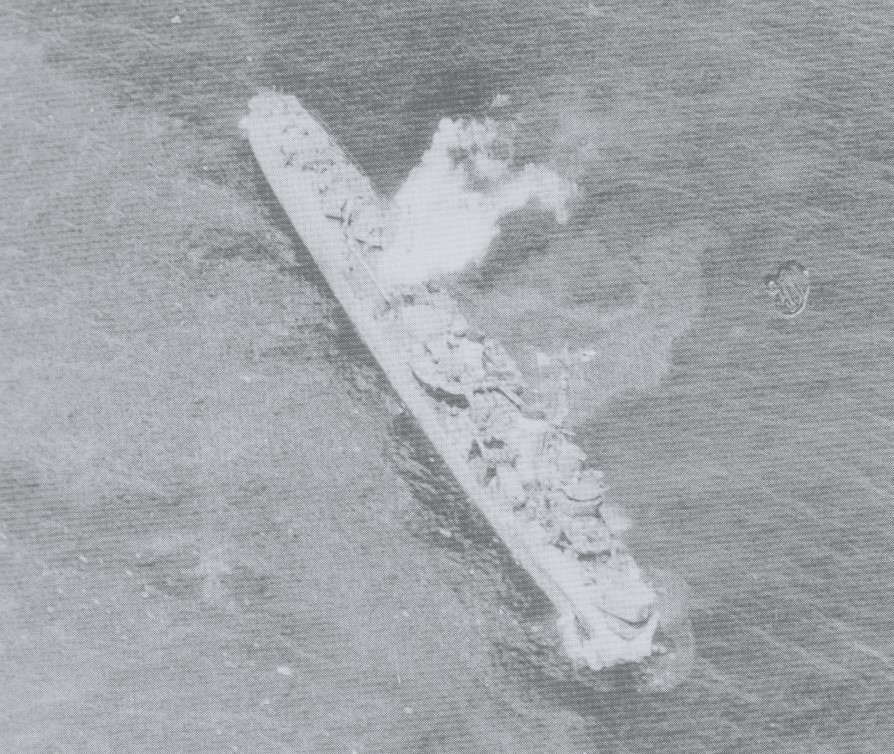
Il Naganami l'11 novembre, fuori uso, fumigante e privo della prua

I danni subiti erano comunque troppo gravi e, oltretutto, Truk era sempre più esposta alla pericolosa flotta di portaerei statunitensi. Il 15 gennaio 1944, perciò, l'incrociatore leggero Nagara prese a rimorchio l'unità e la portò in salvo a Tokuyama il 24. Navi ausiliarie lo spostarono subito all'arsenale di Kure per la ricostruzione, iniziata il 25 e protrattasi diversi mesi. Nel corso degli estesi lavori furono introdotte delle modifiche. Due installazioni triple di Type 96 da 25 mm furono piazzate su due piattaforme, erette ai lati del fumaiolo anteriore; i paramine e metà della ricarica per i tubi lanciasiluri furono rimossi. In questa occasione fu probabilmente aggiunto un radar Type 13 (specifico per i bersagli aerei) all'albero tripode di maestra, sebbene questo apparecchio possa essere stato equipaggiato più avanti nel corso del 1944. Il 1º giugno il Naganami passò agli ordini del capitano di corvetta Kiyoshi Tobita che, dal 20, lo guidò in una serie di esercitazioni nel bacino occidentale del Mare interno di Seto. Tornato pienamente operativo, tra l'8 e il 16 luglio il Naganami fece parte di una squadra che recò sostanziosi rinforzi all'isola di Okinawa e che gettò le ancore alla base avanzata delle isole Lingga; per i successivi due mesi i suoi movimenti non sono noti. Più certa è, al contrario, l'aggiunta (avvenuta nei porti giapponesi o a Singapore) di cannoni contraerei Type 96 su affusto singolo, in un numero inferiore a dodici.
Il 18 ottobre il Naganami si trasferì con la 2ª Flotta dalle Lingga alla rada di Brunei, in preparazione al complesso attacco aeronavale orchestrato dalla Marina imperiale nelle acque delle Filippine: il 20, infatti, iniziarono gli sbarchi statunitensi sull'isola di Leyte. Il Naganami fu assegnato al grosso della flotta che avrebbe dovuto attraversare il Mar di Sibuyan, lo Stretto di San Bernardino e calare da nord sul Golfo di Leyte. Già il 23 i giapponesi finirono sotto l'attacco di due sommergibili statunitensi e il Naganami recuperò i naufraghi del Maya, che poi trasferì sulla nave da battaglia Musashi; fu quindi distaccato per scortare l'incrociatore pesante Takao, gravemente danneggiato a poppa, a Brunei. Nel corso del ripiegamento fu avvistato un natante incagliato su scogliere al largo di Palawan: si trattava dello USS Darter, che aveva attaccato la 2ª Flotta. Il capitano Tobita organizzò rapidamente un gruppo di sbarco che ispezionò il battello, abbandonato dagli statunitensi. Il Naganami ripartì da Brunei non appena il Takao fu al sicuro e si recò a Coron dove prese in consegna un altro incrociatore pesante malridotto, il Myoko: lo scortò del pari a Brunei, raggiunta il 29 ottobre, e ripartì immediatamente alla volta di Manila. Le forze armate nipponiche avevano infatti organizzato l'operazione TA, l'invio convoglio dopo convoglio di rinforzi a Leyte, per alimentare la resistenza della 35ª Armata, per la quale fu schierato un alto numero di navi leggere. Il Naganami fu assegnato al quarto convoglio che salpò l'8 dalla baia della capitale ma, due giorni dopo, fu riassegnato al terzo gruppo di rifornimento (che era partito in ritardo) con altri cacciatorpediniere: le navi arrivarono la mattina tardi dell'11 novembre nella baia di Ormoc, il principale punto d'approdo dei rinforzi, dove però erano in attesa ben 350 velivoli della Task force 38. Tutti i quattro cargo furono annientati nei primi attacchi; quindi gli aviatori statunitensi si gettarono sui cacciatorpediniere in fuga. Il Naganami fu centrato quasi subito e la prua fu staccata di netto. Immobilizzato e devastato, fu finito o da bombe o da siluri che colpirono a mezzanave. Una formidabile esplosione lo spezzò in due e i tronconi affondarono nella baia, a sud di Ormoc (10°50′N 124°35′E), con 156 morti; i settantadue sopravvissuti, tra i quali il capitano Tobita, raggiunsero a nuoto le coste di Leyte.
Il 10 gennaio 1945 il Naganami fu depennato dai ruoli della Marina imperiale.